# Jekaterina Samoetsevitsj
Jekaterina Stanislavovna Samoetsevitsj (Russisch: Екатери́на Станисла́вовна Самуце́вич) (Moskou, 9 augustus 1982), ook bekend als "Katja", is lid van de Russische feministische protestgroep Pussy Riot. Op 17 augustus 2012 werd ze samen met nog twee leden van deze groep veroordeeld tot twee jaar opsluiting vanwege hooliganisme, ten gevolge van een onaangekondigd optreden in de Christus Verlosserkathedraal in Moskou om te protesteren tegen de hechte band tussen de Russisch-Orthodoxe Kerk en het autoritaire regime in het land.
Zij werd vrijgelaten onder voorwaarden op 10 oktober 2012 naar aanleiding van een argument van haar advocaat dat ze tegengehouden zou zijn door veiligheidsagenten voordat ze haar gitaar uit de koffer kon nemen.
- Biblioteca Nacional de España: XX5568256
- Bibliothèque nationale de France: cb17767274c (data)
- Gemeinsame Normdatei: 1089933029
- International Standard Name Identifier: 0000 0004 2051 4180
- Library of Congress Control Number: n2013070305
- Système universitaire de documentation: 197945546
- Virtual International Authority File: 305445269
- WorldCat: E39PBJdwYFpkQC97qx4xhtwBfq